# Trinotoperla mouldsi
Trinotoperla mouldsi är en bäcksländeart som beskrevs av Günther Theischinger 1982. Trinotoperla mouldsi ingår i släktet Trinotoperla och familjen Gripopterygidae. Inga underarter finns listade i Catalogue of Life.